# Џеферсон Сити (Монтана)
Џеферсон Сити (енгл. Jefferson City) насељено је место без административног статуса у америчкој савезној држави Монтана.

## Демографија
По попису из 2010. године број становника је 472, што је 177 (60,0%) становника више него 2000. године.
| Група             | 2000.       | 2010.       |
| Белци             | 282 (95,6%) | 449 (95,1%) |
| Афроамериканци    | 0 (0,0%)    | 1 (0,2%)    |
| Азијати           | 4 (1,4%)    | 0 (0,0%)    |
| Хиспаноамериканци | 1 (0,3%)    | 7 (1,5%)    |
| Укупно            | 295         | 472         |